# Július Korostelev
Július Korostelev (Martin, 19 giugno 1923 – Torino, 18 ottobre 2006) è stato un allenatore di calcio e calciatore cecoslovacco, di ruolo attaccante.

## Caratteristiche tecniche

### Giocatore
Korostelev era un'ala sinistra, fantasiosa e dotata di buona tecnica individuale. Era in possesso di un tiro potente e preciso, che lo rendeva efficace anche in fase realizzativa, ed era considerato un abile rigorista.

## Carriera

### Giocatore

#### Club
Inizia la sua carriera nel Turčiansky Svätý Martin, entrando a far parte delle giovanili all'età di 14 anni; con la formazione della città natale prende parte a tre edizioni del campionato slovacco negli anni della seconda guerra mondiale. Al termine del conflitto si trasferisce allo Slovan Bratislava, con cui realizza 16 reti in 18 partite nella Státní liga 1945-1946; l'anno successivo inizia il campionato con 7 reti in 4 partite, finché nel settembre del 1946 viene ingaggiato dal club italiano della Juventus, insieme al connazionale Čestmír Vycpálek.

Korostelev alla Juventus nella stagione 1946-1947

Debutta in Serie A il 6 ottobre 1946 in Milan-Juventus (3-3): rimane a Torino per una stagione, in cui totalizza 30 presenze e 15 gol, diventando il secondo miglior cannoniere della squadra e decimo assoluto, e contribuisce al secondo posto in classifica finale dei bianconeri. A fine stagione, tuttavia, non viene riconfermato, e insieme al compagno d'attacco Mario Astorri passa all'Atalanta. Nella formazione orobica non ripete le prestazioni dell'anno precedente, a causa di problemi fisici e caratteriali: pur debuttando con un gol nella vittoria per 3-1 sul Bari del 14 settembre 1947, il suo bottino stagionale è di 5 reti in 18 presenze, e l'Atalanta si classifica al quinto posto in classifica, miglior risultato della propria storia. L'anno successivo, tuttavia, i nerazzurri retrocedono, e anche in questo caso Korostelev non ritrova la vena realizzativa, con 4 reti in 18 partite.
Nel 1949, dopo tre stagioni nella massima serie, accetta di scendere in Serie C, ingaggiato dalla Reggina. Con i calabresi realizza 17 reti nel campionato 1949-1950, concluso al terzo posto dietro Messina e Cosenza: queste prestazioni gli valgono l'ingaggio del Palermo, di nuovo in Serie A, su suggerimento dell'amico Vycpálek. Incluso nella rosa che inizia il campionato, non scende mai in campo a seguito dell'acquisto del turco Şükrü Gülesin che gli preclude il posto da giocatore straniero, sicché in ottobre fa ritorno a Reggio Calabria, di nuovo in Serie C; con gli amaranto disputa 18 partite con 5 reti.
Nel 1951, messo in lista di trasferimento torna al Nord trasferendosi al Parma, sempre in Serie C: in Emilia ritrova il connazionale Vycpálek e diventa uno dei giocatori più amati dalla tifoseria gialloblù. Nella prima stagione contribuisce con 11 reti all'ammissione alla Serie C a girone unico, nella quale si mantiene su alte medie realizzative totalizzando 30 reti in due stagioni; nel campionato 1953-1954 contribuisce con 15 reti alla promozione dei ducali in Serie B, realizzando tra le altre la rete decisiva per la matematica promozione, nella vittoria sul Lecco. Riconfermato anche tra i cadetti, è ancora titolare per una stagione, mentre nel campionato 1955-1956 le sue presenze sono limitate a 7, con una rete realizzata contro il Monza. Chiude la sua carriera di calciatore nell'Ozo Mantova, in IV Serie, nel quale disputa un'unica partita infortunandosi di nuovo in modo serio.

#### Nazionale
Con la Cecoslovacchia vanta una presenza in Nazionale, collezionata il 14 settembre 1946 contro la Svizzera (3-2).

### Allenatore
Esordisce come tecnico nelle serie minori sulle panchine di Perugia e Salsomaggiore, alternando l'attività di allenatore a quella di osservatore per conto del Palermo. Nell'estate del 1959 viene nominato allenatore del Piacenza, militante in Serie C. Nella stagione 1959-1960 conduce gli emiliani a un piazzamento di centroclassifica, mentre nella stagione successiva viene esonerato a causa dei negativi risultati ottenuti.
Nel frattempo completa il corso per allenatori a Coverciano, segnalandosi tra i migliori, e nel luglio del 1961 viene chiamato alla Juventus al posto di Carlo Parola, affiancato al direttore tecnico Gunnar Gren. Siede sulla panchina bianconera nelle prime due partite del campionato 1961-1962, il 27 agosto nel pareggio casalingo per 1-1 contro il Mantova, e il 3 settembre nella sconfitta per 2-1 sul campo del Padova, mentre dal 7 settembre 1961 passa al ruolo di allenatore in seconda dei bianconeri, dopo il ritorno in patria di Gren per motivi familiari e la sua sostituzione con il rientrante Parola. L'anno successivo torna ad allenare in Serie C, sulla panchina del Pisa, ma viene esonerato a favore di Mario Nicolini (a sua volta sostituito da Guglielmo Trevisan).
In seguito guida l'Aosta e i dilettanti piemontesi del Balangero e del Susa. Tra il 1971 e il 1974 allena anche l'ACF Juventus di calcio femminile, con cui approda alle finali scudetto nel 1972; prosegue l'attività tra i dilettanti piemontesi sulla panchina del Mathi, in Prima Categoria.

## Statistiche

### Presenze e reti nei club
| Stagione                 | Squadra                  | Campionato               | Campionato | Campionato | Coppe nazionali | Coppe nazionali | Coppe nazionali | Coppe continentali | Coppe continentali | Coppe continentali | Altre coppe | Altre coppe | Altre coppe | Totale | Totale |
| Stagione                 | Squadra                  | Comp                     | Pres       | Reti       | Comp            | Pres            | Reti            | Comp               | Pres               | Reti               | Comp        | Pres        | Reti        | Pres   | Reti   |
| ------------------------ | ------------------------ | ------------------------ | ---------- | ---------- | --------------- | --------------- | --------------- | ------------------ | ------------------ | ------------------ | ----------- | ----------- | ----------- | ------ | ------ |
| 1941-1942                | T. S. Martin             | ?                        | ?          | ?          | -               | -               | -               | -                  | -                  | -                  | -           | -           | -           | ?      | ?      |
| 1942-1943                | T. S. Martin             | ?                        | 14         | 21         | -               | -               | -               | -                  | -                  | -                  | -           | -           | -           | 14     | 21     |
| 1943-1944                | T. S. Martin             | MS                       | ?          | ?          | -               | -               | -               | -                  | -                  | -                  | -           | -           | -           | ?      | ?      |
| Totale T. S. Martin      | Totale T. S. Martin      | Totale T. S. Martin      | 14+        | 21+        | -               | -               | -               | -                  | -                  | -                  | -           | -           | -           | 14+    | 21+    |
| 1945-1946                | Slovan Bratislava        | SL                       | 18         | 16         | -               | -               | -               | -                  | -                  | -                  | -           | -           | -           | 18     | 16     |
| ago.-set. 1946           | Slovan Bratislava        | SL                       | 4          | 7          | -               | -               | -               | -                  | -                  | -                  | -           | -           | -           | 4      | 7      |
| Totale Slovan Bratislava | Totale Slovan Bratislava | Totale Slovan Bratislava | 22         | 23         | -               | -               | -               | -                  | -                  | -                  | -           | -           | -           | 22     | 23     |
| set. 1946-1947           | Juventus                 | A                        | 30         | 15         | -               | -               | -               | -                  | -                  | -                  | -           | -           | -           | 30     | 15     |
| 1947-1948                | Atalanta                 | A                        | 18         | 5          | -               | -               | -               | -                  | -                  | -                  | -           | -           | -           | 18     | 5      |
| 1948-1949                | Atalanta                 | A                        | 18         | 4          | -               | -               | -               | -                  | -                  | -                  | -           | -           | -           | 18     | 4      |
| Totale Atalanta          | Totale Atalanta          | Totale Atalanta          | 36         | 9          | -               | -               | -               | -                  | -                  | -                  | -           | -           | -           | 36     | 9      |
| 1949-1950                | Reggina                  | C                        | 34         | 17         | -               | -               | -               | -                  | -                  | -                  | -           | -           | -           | 34     | 17     |
| lug.-ott.1950            | Palermo                  | A                        | 0          | 0          | -               | -               | -               | -                  | -                  | -                  | -           | -           | -           | 0      | 0      |
| ott. 1950-1951           | Reggina                  | C                        | 18         | 5          | -               | -               | -               | -                  | -                  | -                  | -           | -           | -           | 18     | 5      |
| Totale Reggina           | Totale Reggina           | Totale Reggina           | 52         | 22         | -               | -               | -               | -                  | -                  | -                  | -           | -           | -           | 52     | 22     |
| 1951-1952                | Parma                    | C                        | 24         | 11         | -               | -               | -               | -                  | -                  | -                  | -           | -           | -           | 24     | 11     |
| 1952-1953                | Parma                    | C                        | 29         | 15         | -               | -               | -               | -                  | -                  | -                  | -           | -           | -           | 29     | 15     |
| 1952-1953                | Parma                    | C                        | 32         | 15         | -               | -               | -               | -                  | -                  | -                  | -           | -           | -           | 32     | 15     |
| 1954-1955                | Parma                    | B                        | 22         | 7          | -               | -               | -               | -                  | -                  | -                  | -           | -           | -           | 22     | 7      |
| 1955-1956                | Parma                    | B                        | 7          | 1          | -               | -               | -               | -                  | -                  | -                  | -           | -           | -           | 7      | 1      |
| Totale Parma             | Totale Parma             | Totale Parma             | 114        | 49         | -               | -               | -               | -                  | -                  | -                  | -           | -           | -           | 114    | 49     |
| 1956-1957                | Ozo Mantova              | IV Serie                 | 1          | 0          | -               | -               | -               | -                  | -                  | -                  | -           | -           | -           | 1      | 0      |
| Totale carriera          | Totale carriera          | Totale carriera          | 269+       | 139+       | -               | -               | -               | -                  | -                  | -                  | -           | -           | -           | 269+   | 139+   |

### Cronologia presenze e reti in nazionale
| Cronologia completa delle presenze e delle reti in nazionale ― Cecoslovacchia | Cronologia completa delle presenze e delle reti in nazionale ― Cecoslovacchia | Cronologia completa delle presenze e delle reti in nazionale ― Cecoslovacchia | Cronologia completa delle presenze e delle reti in nazionale ― Cecoslovacchia | Cronologia completa delle presenze e delle reti in nazionale ― Cecoslovacchia | Cronologia completa delle presenze e delle reti in nazionale ― Cecoslovacchia | Cronologia completa delle presenze e delle reti in nazionale ― Cecoslovacchia | Cronologia completa delle presenze e delle reti in nazionale ― Cecoslovacchia |
| Data                                                                          | Città                                                                         | In casa                                                                       | Risultato                                                                     | Ospiti                                                                        | Competizione                                                                  | Reti                                                                          | Note                                                                          |
| ----------------------------------------------------------------------------- | ----------------------------------------------------------------------------- | ----------------------------------------------------------------------------- | ----------------------------------------------------------------------------- | ----------------------------------------------------------------------------- | ----------------------------------------------------------------------------- | ----------------------------------------------------------------------------- | ----------------------------------------------------------------------------- |
| 14-9-1946                                                                     | Praga                                                                         | Cecoslovacchia                                                                | 3 – 2                                                                         | Svizzera                                                                      | Amichevole                                                                    | -                                                                             |                                                                               |
| Totale                                                                        |                                                                               | Presenze                                                                      | 1                                                                             |                                                                               | Reti                                                                          | 0                                                                             |                                                                               |

## Palmarès

### Giocatore

#### Club
- Campionato italiano Serie C: 1

Parma: 1953-1954